# Řád Ranavalony III.
Řád Ranavalony III. byl řád Imerinského království založený jeho poslední vládkyní, královnou Ranavalonou III. v roce 1896.

## Historie a pravidla udílení
Řád byl založen roku 1896 královnou Ranavalonou III., po které byl také pojmenován. Udílen byl občanům Imerinského království i cizím státním příslušníkům za zásluhy o stát a korunu, stejně jako za zásluhy v oblasti zemědělství, vědy, vojenství, či průmyslu. Udílen byl od svého založení až do zrušení malgašské monarchie dne 28. února 1897.

## Třídy
Řád byl udílen v pěti řádných třídách:
- velkostuha
- velkodůstojník
- komtur
- důstojník
- rytíř

## Insignie

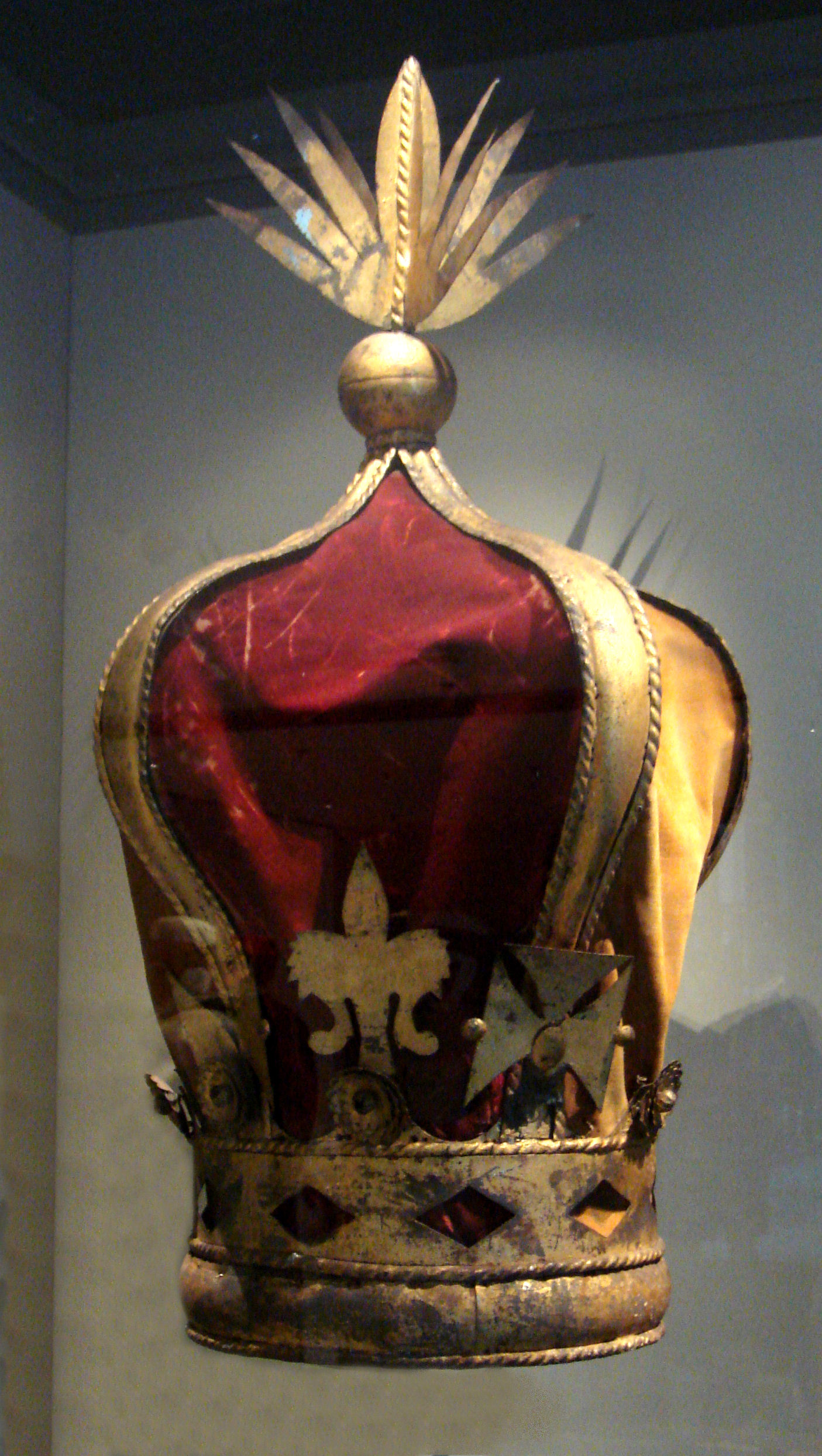
Skutečná podoba koruny královny Ranavalony III.

Řádový odznak má tvar stříbrné sedmicípé hvězdy s cípy ve tvaru hrotů kopí. Uprostřed je bílo-červeně smaltovaný oválný medailon s modře smaltovanými písmeny RM (Ranavalo Manjaka). Zadní strana je hladká, bez smaltu. Na této straně je značka pařížské šperkařské dílny Chobillon. Ke stuze je připojen pomocí přechodového prvku v podobě královské koruny. U insignií vyrobených v Paříži byla tato koruna zakončena orlem, což však neodpovídalo skutečné podobě imerinské královské koruny.
Zachovaly se i insignie zdobené diamanty.
Stuha je bílá s červeným čtyřúhelníkem.